# Lista de clérigos-cientistas católicos

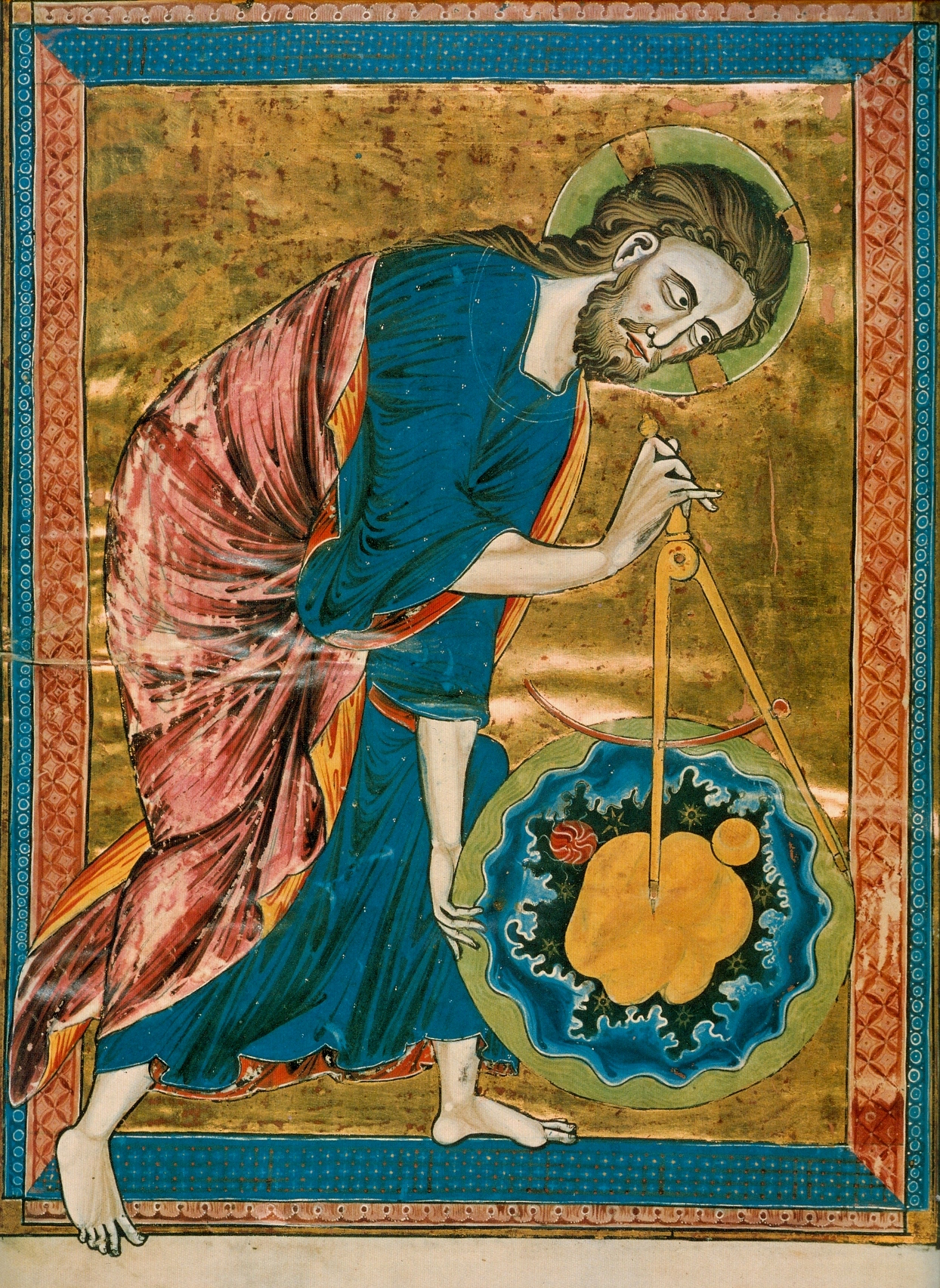
"Deus como Arquiteto", do frontispício da França Codex Vindobonensis 2554, ca. 1250.

Muitos clérigos da Igreja Católica ao longo da história fizeram contribuições significativas para a ciência. Dentre esses clérigos-cientistas estão nomes ilustres tais como Nicolau Copérnico, Gregor Mendel, Alberto Magno, Roger Bacon, Pierre Gassendi, Ruđer Bošković, Marin Mersenne, Francesco Maria Grimaldi, Nicole Oresme, Jean Buridan, Robert Grosseteste, Christopher Clavius, Nicolas Steno, Athanasius Kircher, Giovanni Battista Riccioli, Georges Lemaître e muitos outros. Centenas de outros nomes têm feito contribuições importantes para a ciência desde a Idade Média até os dias atuais.
Na verdade, pode-se perguntar por que a ciência  se desenvolveu em um ambiente majoritariamente católico. Esta questão é considerada pelo padre Stanley Jaki em seu livro The Savior of Science. Jaki mostra que a tradição cristã identifica Deus como racional e ordenado. Ele identifica os escolásticos da Alta Idade Média pela sua despersonalização da natureza.
Os jesuítas em particular têm feito inúmeras contribuições significativas para o desenvolvimento da ciência. Por exemplo, os jesuítas dedicaram estudo significativo sobre terremotos, tanto que a sismologia veio a ser conhecida como "a ciência dos jesuítas" .  Isto, porém, é apenas uma das muitas contribuições significativas. Os jesuítas têm sido descritos como "o contribuinte unitário  mais importante para a física experimental do século XVII."   De acordo com Jonathan Wright em seu livro  God's Soldiers,  no século XVIII os jesuítas
contribuíram para o desenvolvimento de relógios de pêndulo, dos pantógrafos, barômetros, telescópios e microscópios a campos científicos tão variados quanto o magnetismo, ótica e eletricidade. Eles observaram, em alguns casos antes de qualquer outra pessoa, as faixas coloridas na superfície de Júpiter, a nebulosa de Andrômeda e os anéis de Saturno. Eles teorizaram sobre a circulação do sangue (independentemente de Harvey), a possibilidade teórica de vôo, o modo como a Lua afeta as marés, bem como a natureza ondulatória da luz. Mapas estelares do hemisfério sul, lógica simbólica, medidas de controle das enchentes dos rios Po e Adige, a introdução dos sinais de adição e subtração na matemática italiana – tudo isso são feitos típicos dos jesuítas, e  cientistas tão influentes como Fermat, Huygens, Leibniz e Newton não estão sós em contar  os jesuítas entre os seus correspondentes mais valorizados. 
As contribuições dos clérigos da Igreja Católica para o estudo da astronomia também são notáveis. JL Heilbron, em seu livro The Sun in the Church: Cathedrals as Solar Observatories escreve que "A Igreja Católica Romana deu mais ajuda financeira e apoio ao estudo da astronomia ao longo de seis séculos, desde a recuperação da aprendizagem antiga, durante o final da Idade Média até o Iluminismo, do que qualquer outra e, provavelmente, todas as outras instituições. "  O fato de trinta e cinco crateras da lua terem sido nomeadas por cientistas e matemáticos jesuítas  mostra o compromisso da Igreja com a astronomia.

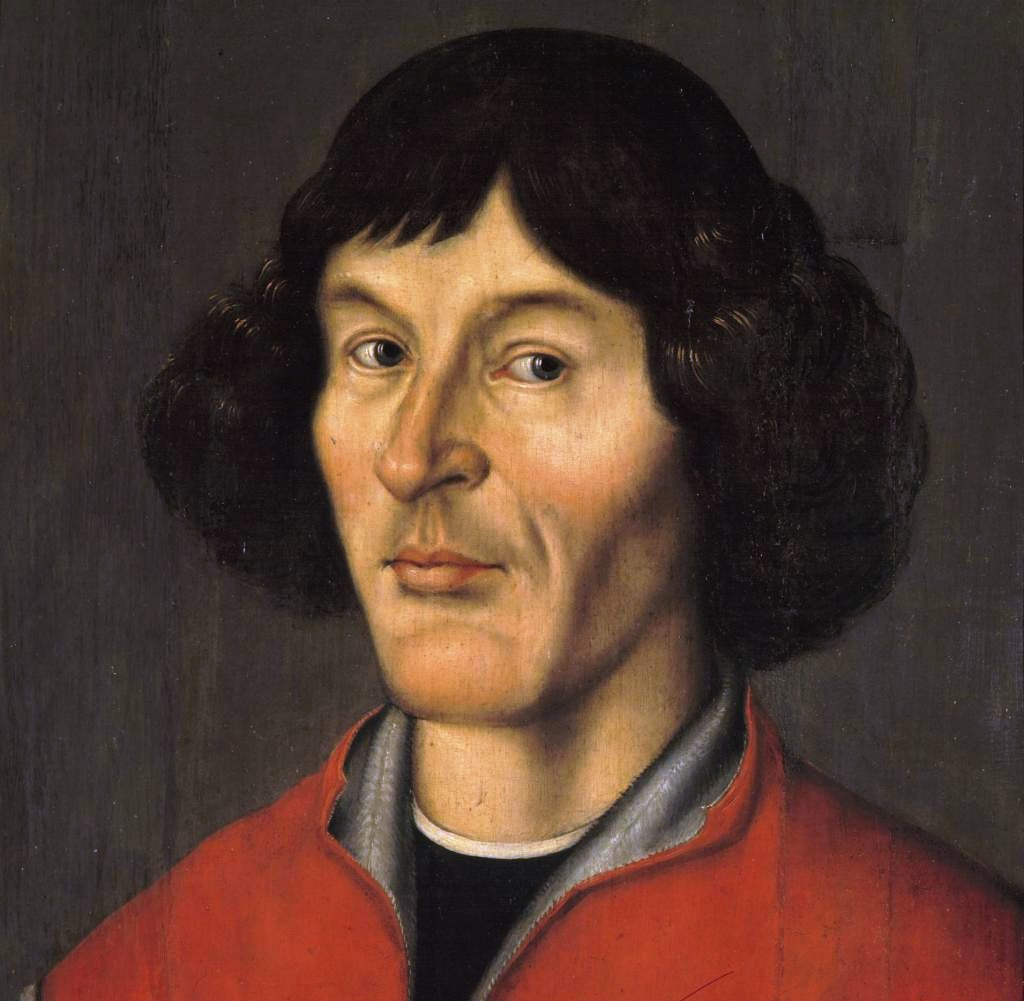
Nicolau Copérnico

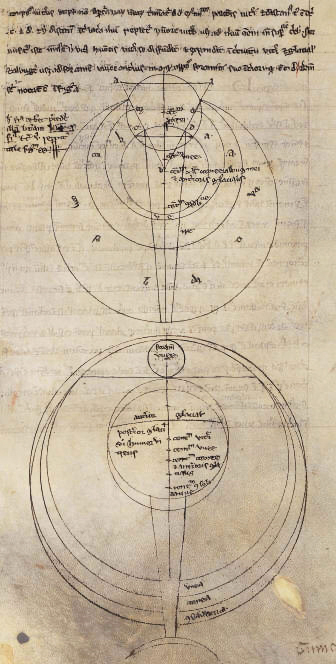
Diagramas circulares de Roger Bacon relacionados com o estudo científico da ótica

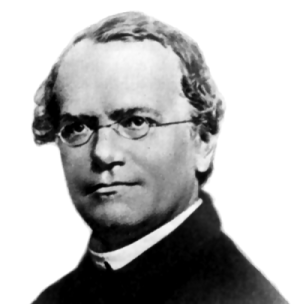
Gregor Mendel, monge agostiniano e geneticista

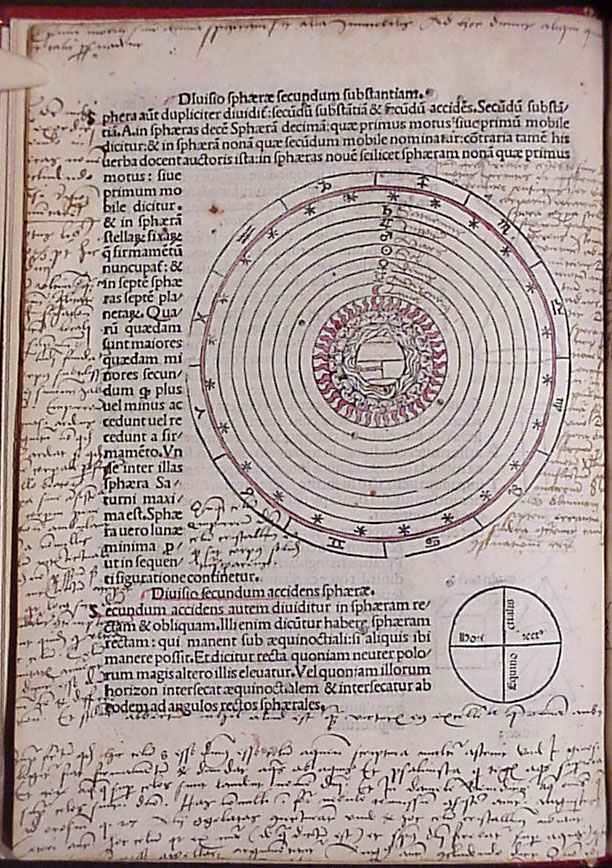
De sphaera mundi de Sacrobosco

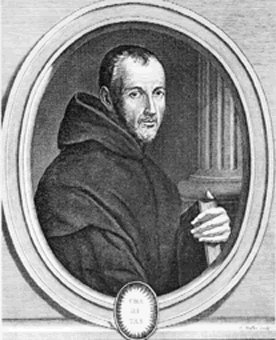
Marin Mersenne

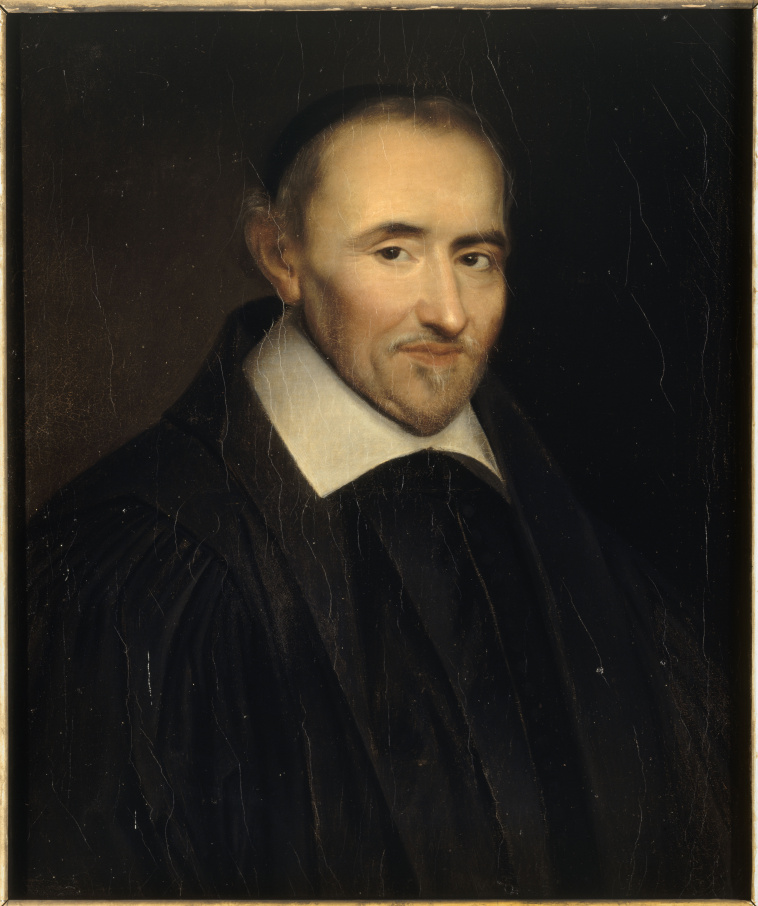
Pierre Gassendi

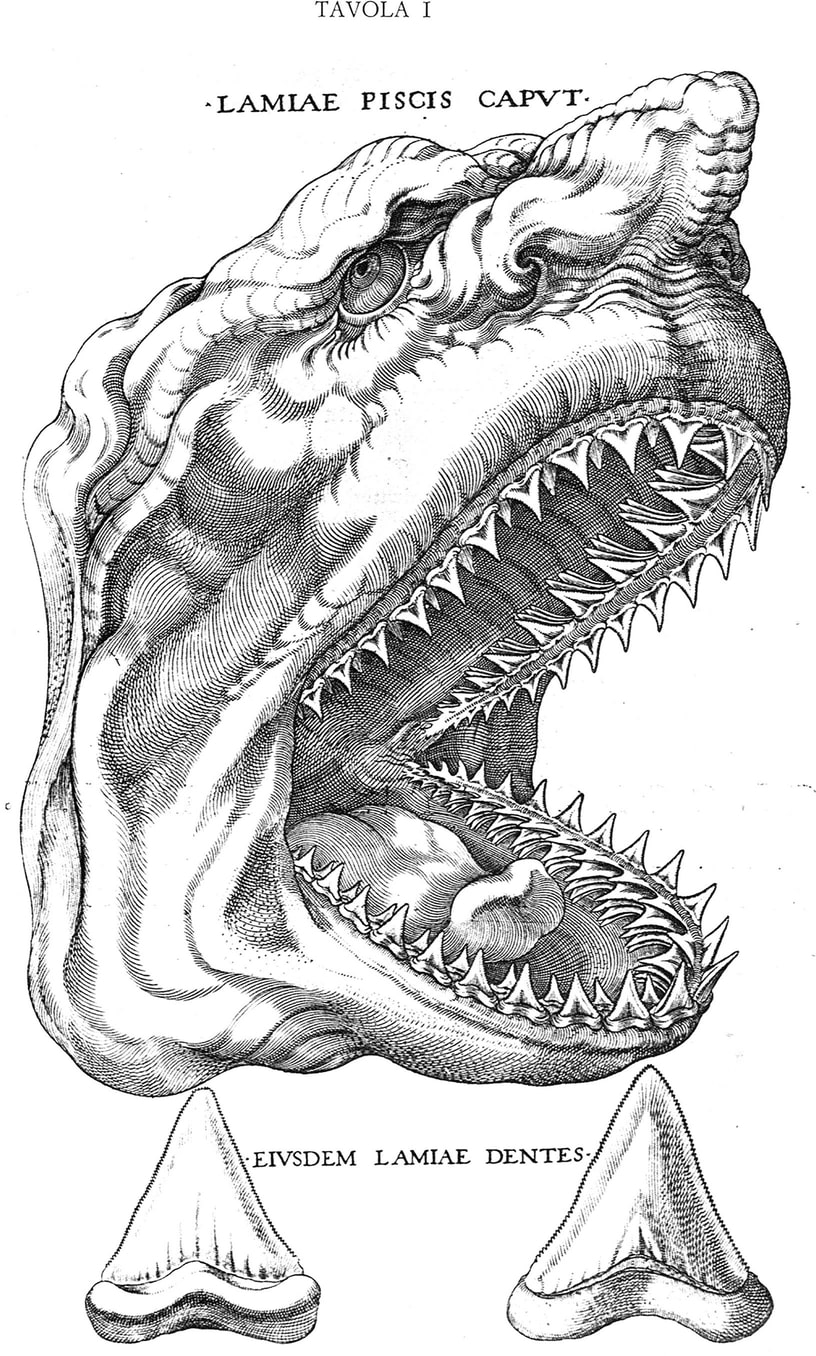
Ilustração de Steno de um artigo de 1667 comparando os dentes de uma cabeça de tubarão com um fóssil de dente

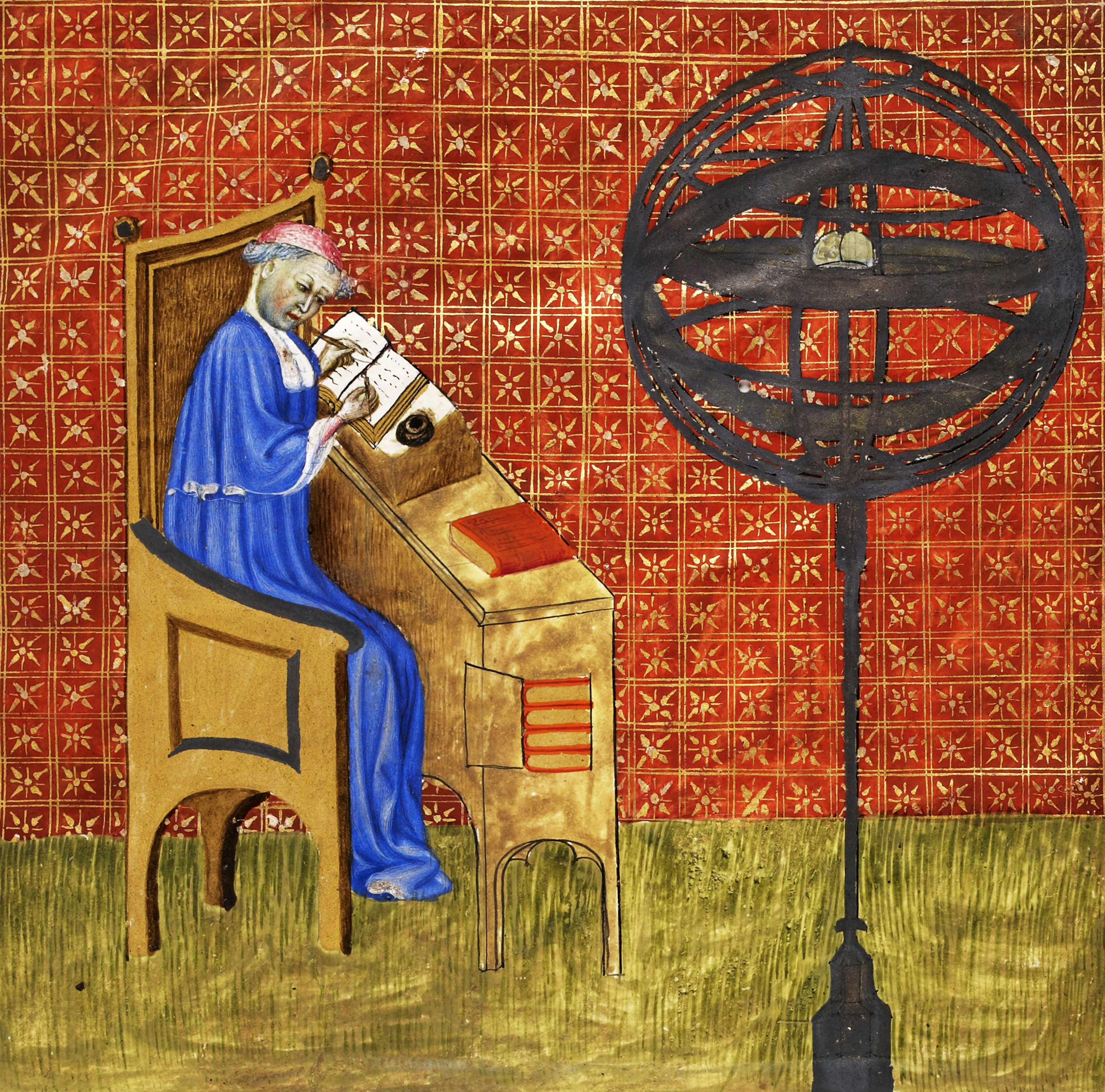
Nicole Oresme

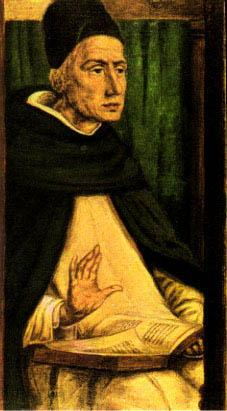
Alberto Magno

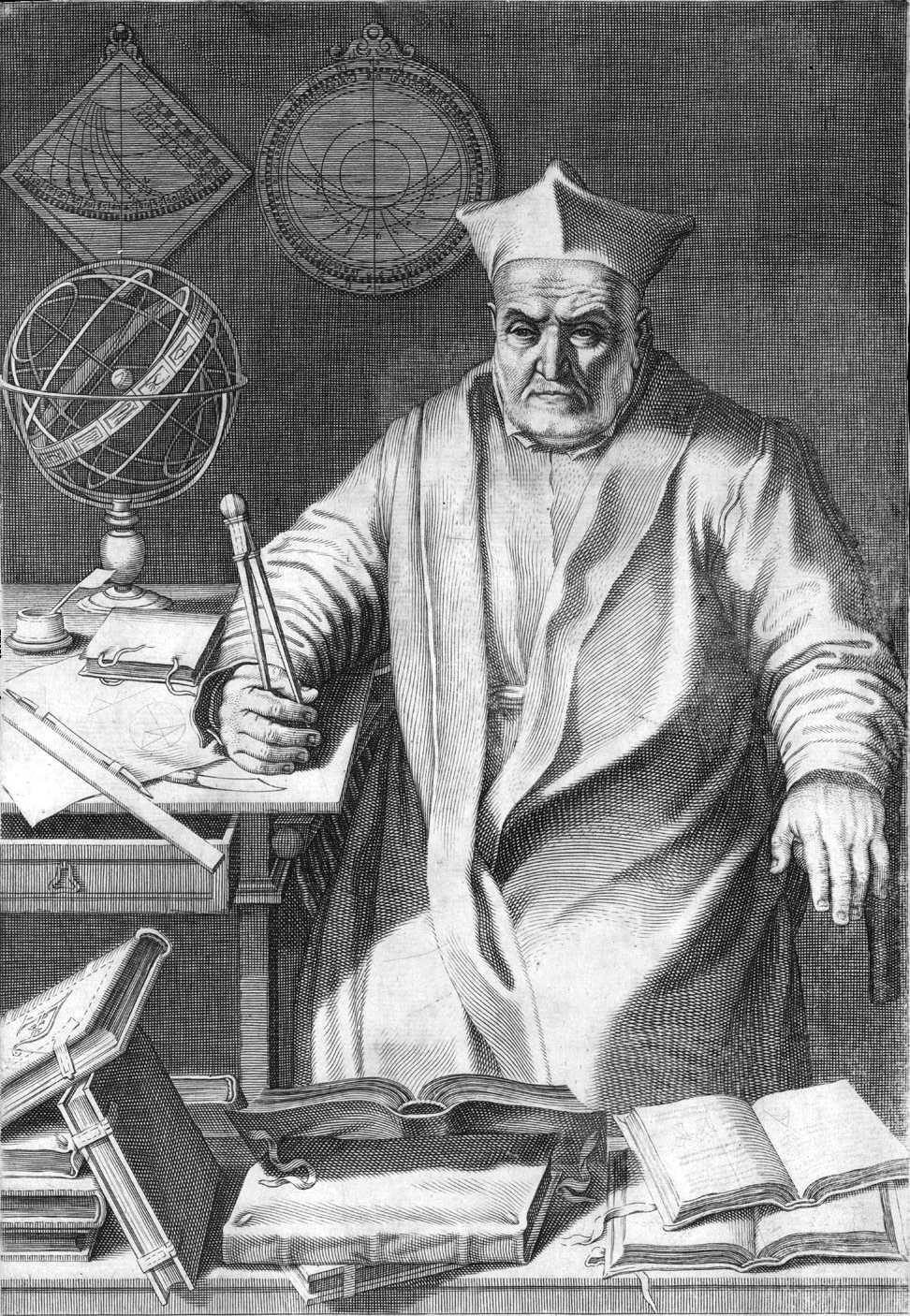
Christopher Clauvius

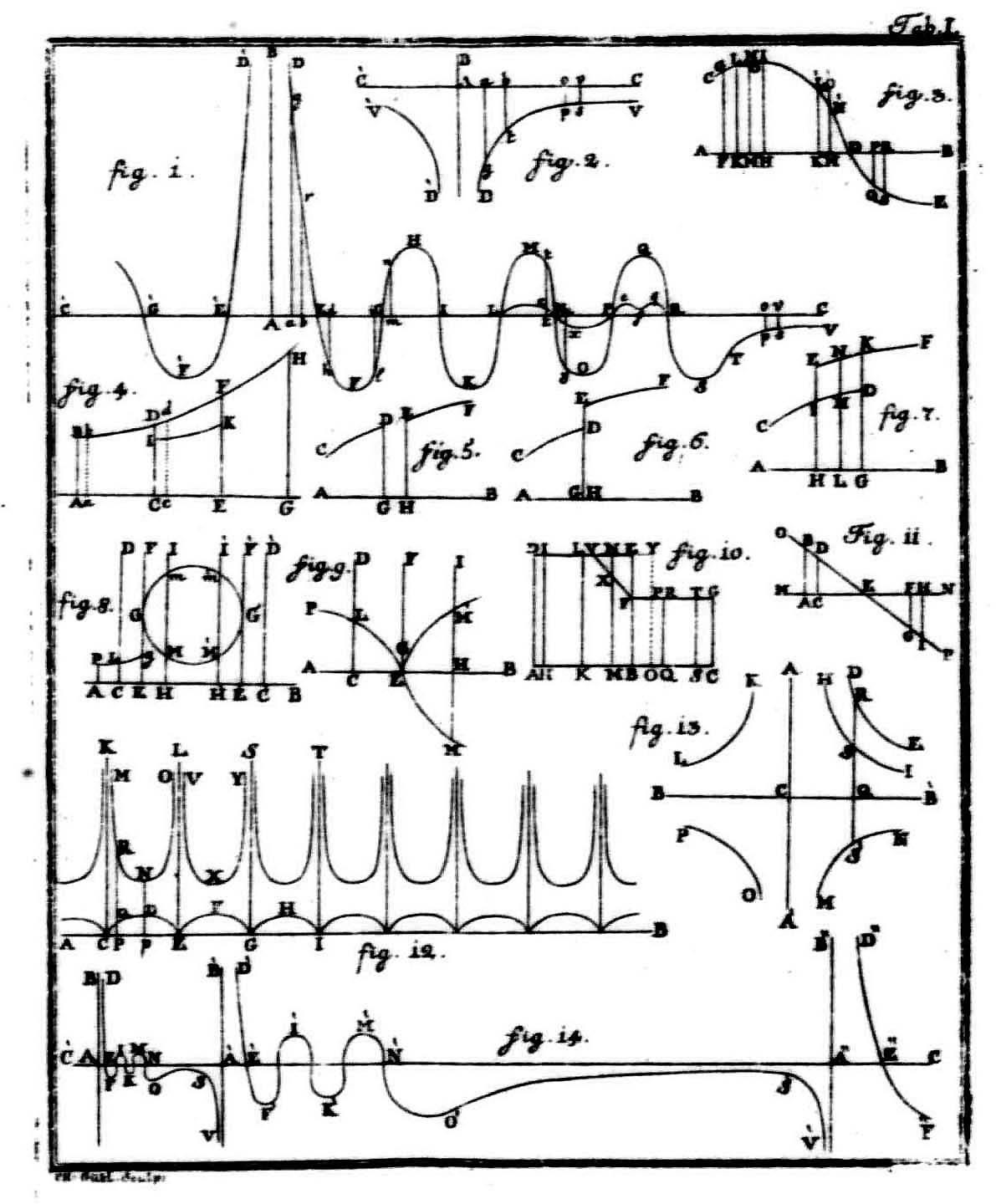
Primeira página da Theoria Philosophiæ Naturalis de Boscovich

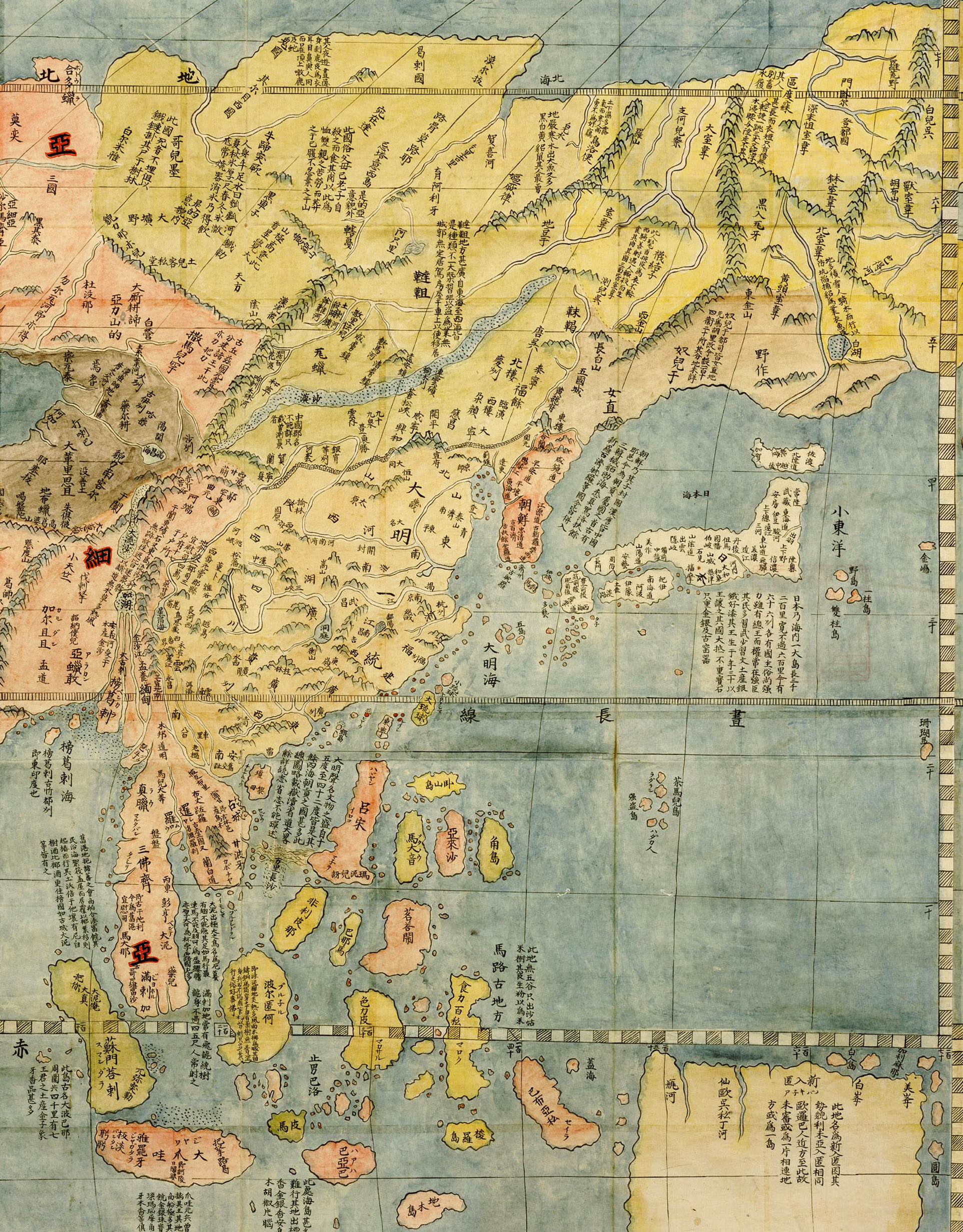
Mapa do Extremo Oriente feito por Matteo Ricci, em 1602

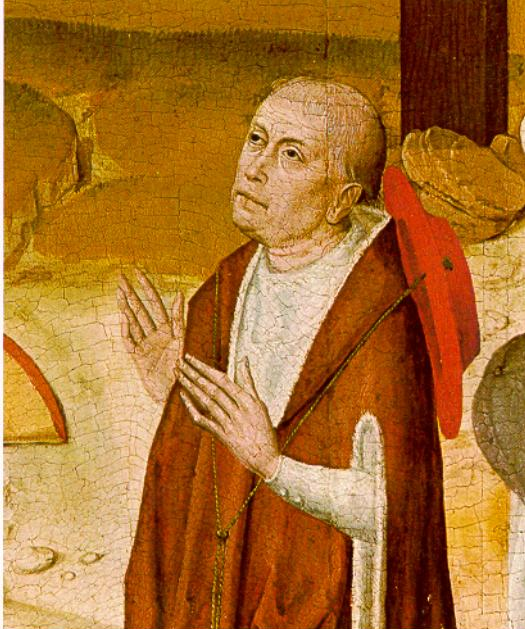
Nicolas de Cusa

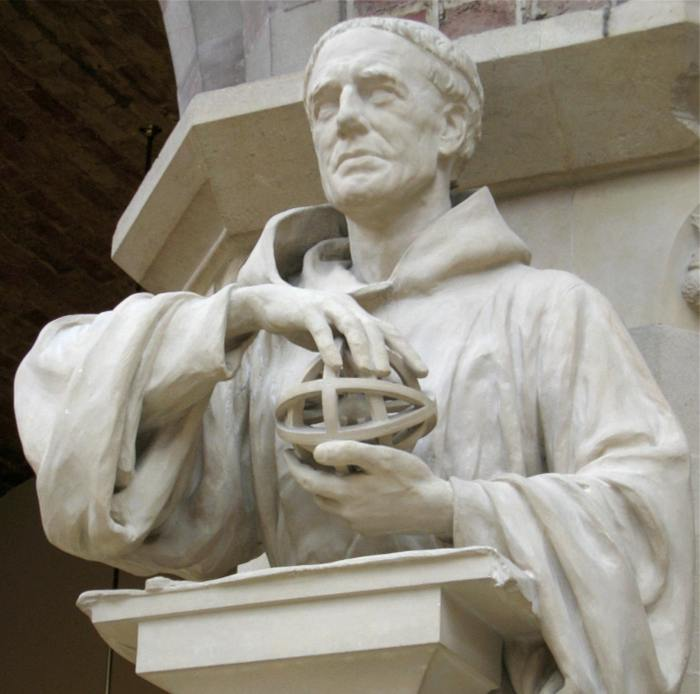
Estátua de Roger Bacon no Museu da Universidade de Oxford

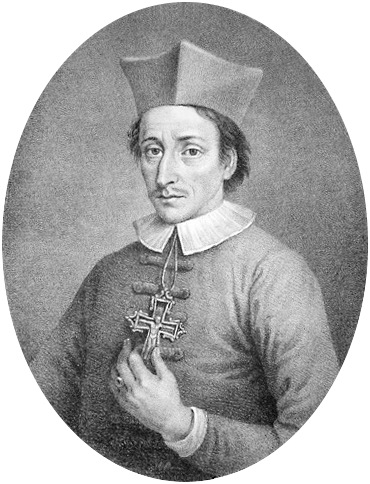
Nicolas Steno

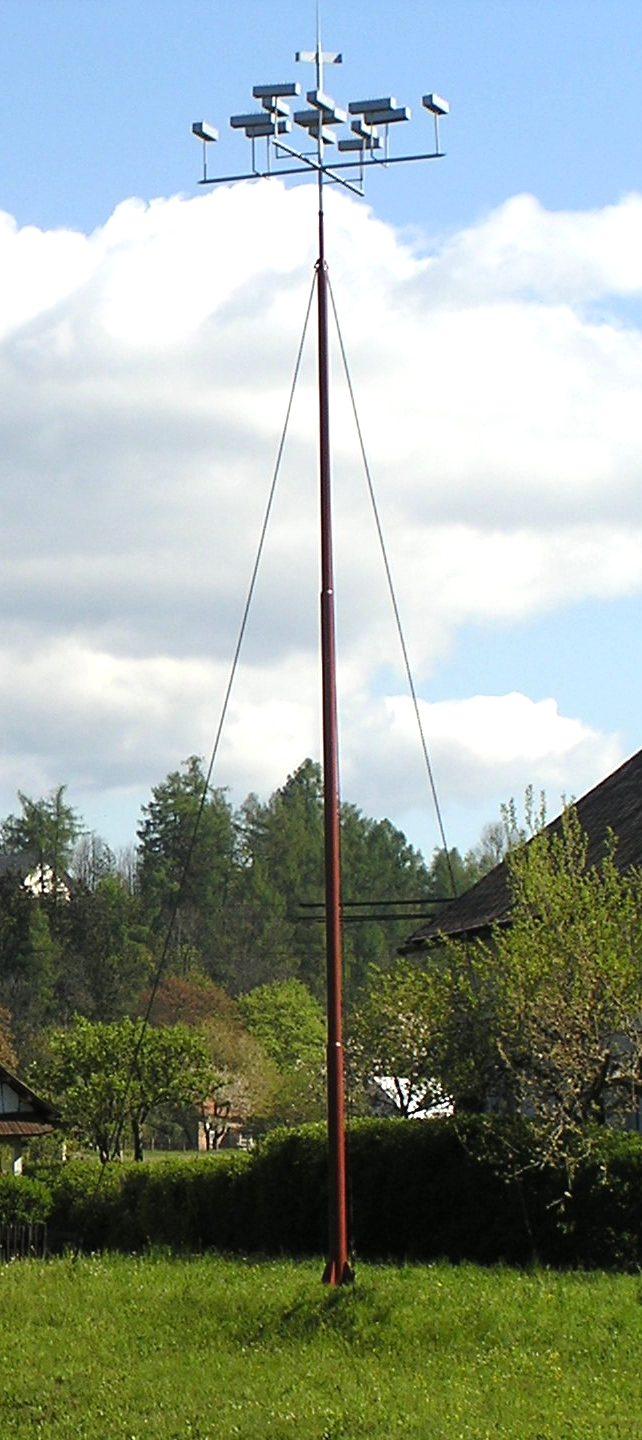
machina meteorologic inventada por Václav Prokop Diviš, que funcionava como pára-raios

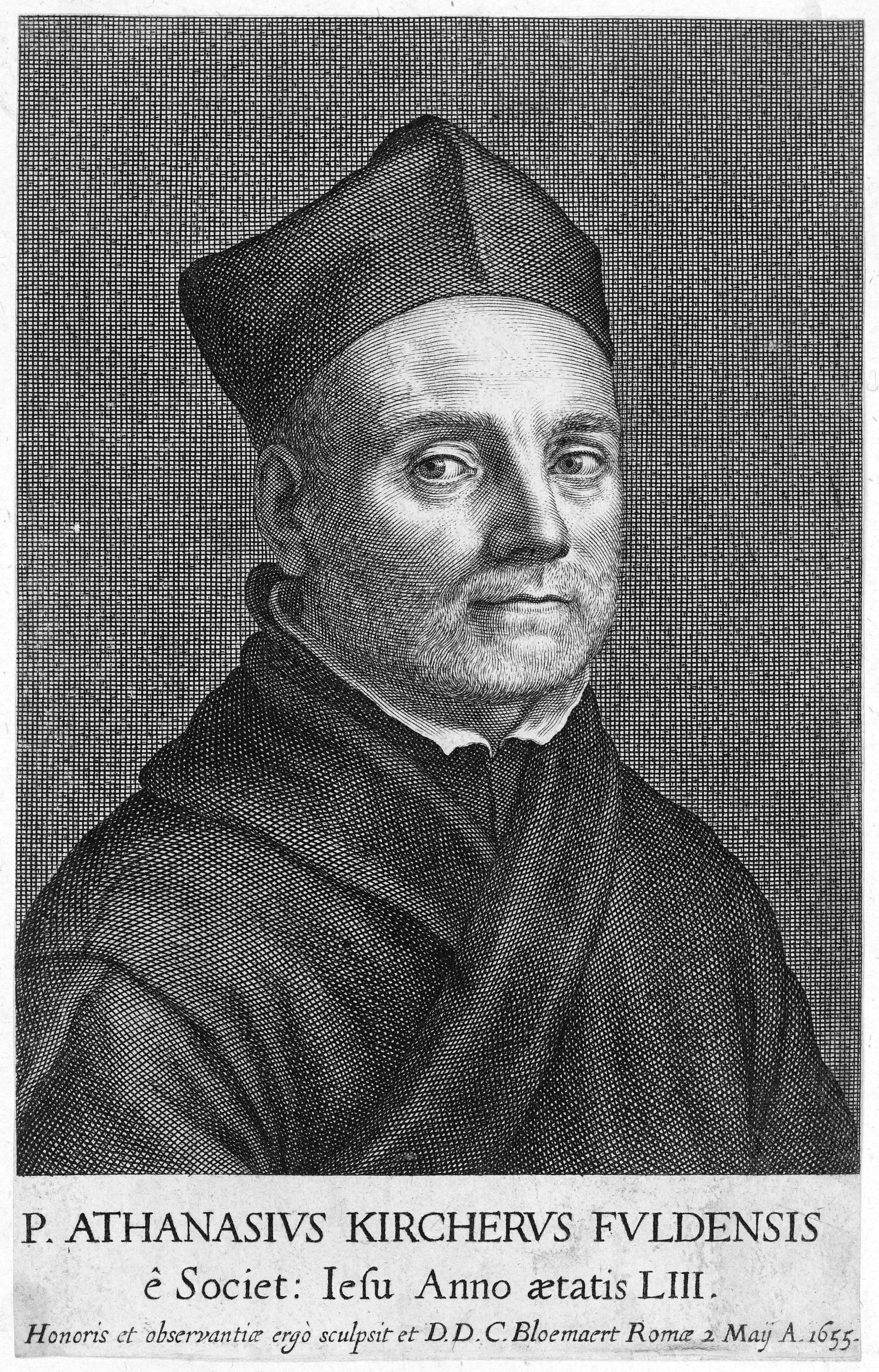
Athanasius Kircher

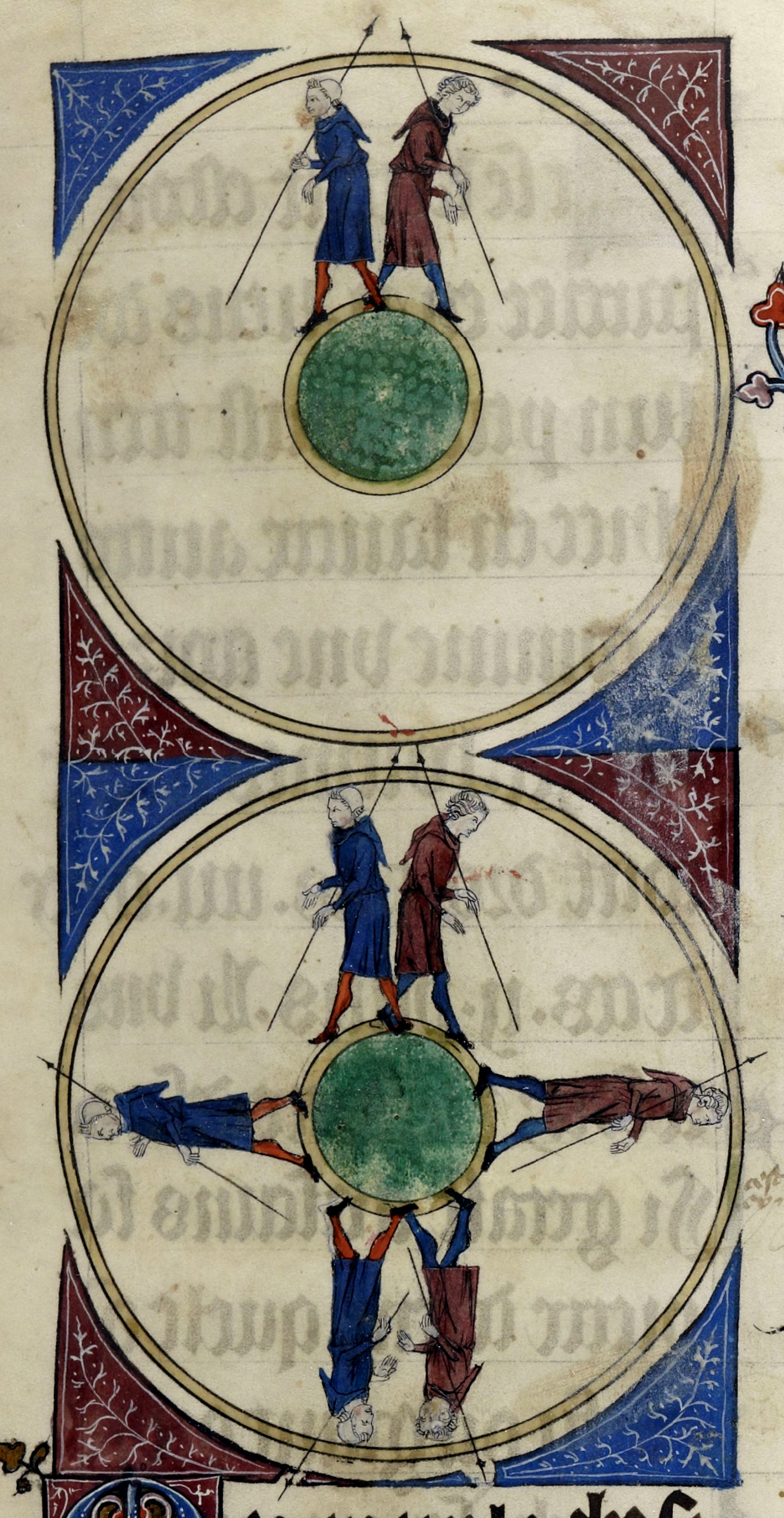
Representação medieval de uma Terra esférica

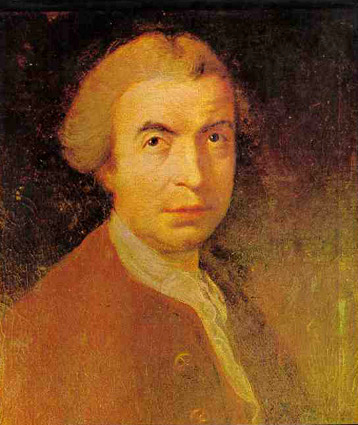
Roger Boscovich

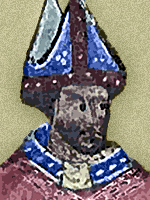
Robert Grosseteste

## Os cientistas clérigos

### A
- José de Acosta (1539-1600) - missionário jesuíta e naturalista que escreveu uma das primeiras descrições detalhadas e realistas do Novo Mundo
- François d'Aguilon (1567-1617) - matemático jesuíta belga, físico e arquiteto
- Alberto da Saxônia (filósofo) (ca. 1320-1390) - bispo alemão conhecido por suas contribuições à lógica e à física, com Buridan ele ajudou a desenvolver a teoria que foi um precursor da moderna teoria da inércia
- Alberto Magno (ca. 1206-1280) - "Um dos precursores mais famosos da ciência moderna na Alta Idade Média,". [5] padroeiro das ciências naturais. Trabalhos em física, lógica, metafísica, biologia e psicologia
- José María Algué (1856-1930) - meteorologista que inventou um barômetro para detecção de tempestades
- José Antonio Alzate (1737-1799) - cientista, cartógrafo, historiador, meteorologista, escreveu mais de trinta tratados sobre uma variedade de assuntos científicos
- Francesco Castracane degli Antelminelli (1817-1899) - botânico que foi um dos primeiros a introduzir microfotografias para o estudo da biologia
- Giovanni Antonelli (1818-1872) - diretor do Observatório Ximenian de Florença, colaborou na concepção de um protótipo de motor de combustão interna
- Nicolò Arrighetti (1709-1767) - escreveu tratados sobre a luz, calor e eletricidade
- Giuseppe Asclepi (1706-1776) - astrônomo e médico, diretor do Observatório do Collegio Romano; A cratera lunar Asclepi foi nomeada em sua homenagem
- Francisco João de Azevedo (1814—1880) – jesuíta brasileiro que inventou uma máquina taquigráfica em 1861

### B
- Roger Bacon (ca. 1214-1294) - contribuições significativas para a matemática e ótica; precursor do moderno método científico.
- Bernardino Baldi (1533-1617) - matemático e escritor
- Eugenio Barsanti (1821-1864) - possível inventor do motor de combustão interna
- Bartholomeus Amicus (1562-1649) - Escreveu sobre filosofia, matemática, astronomia e o conceito de vácuo e sua relação com Deus.
- Daniello Bartoli (1608-1685) - Bartoli e companheiro o astrônomo jesuíta Niccolò Zucchi são creditados como tendo provavelmente sido os primeiros a ver o cinto equatorial do planeta Júpiter
- Joseph Bayma (1816-1892) - conhecido por seu trabalho na estereoquímica e matemática
- Giacopo Belgrado (1704-1789) - Trabalhos experimentais em física, professor de matemática e física
- Mario Bettinus (1582-1657) - filósofo jesuíta, matemático e astrônomo; a cratera lunar Bettinus leva seu nome
- Giuseppe Biancani (1566-1624) - astrônomo jesuíta, matemático e selenógrafo; responsável pela nomeação da cratera lunar Blancanus
- Jacques de Billy (1602-1679) - produziu uma série de resultados em teoria dos números os quais foram nomeados em sua homenagem, publicou diversas tabelas astronômicas; responsável pela nomeação da cratera nular Billy.
- Paolo Boccone (1633-1704) - botânico de Cister, que contribuiu para os campos da medicina e toxicologia
- Bernard Bolzano (1781-1848) - Matemático e logicista; outros interesses incluíram o estudo de metafísica, idéias, sensações e a verdade.
- Anselmus de Boodt (1550-1632) - Um dos fundadores da mineralogia
- Tomás Borgmeier (1892-1975) - Frade franciscano, missionário, sacerdote e entomólogo; foi chefe da seção de Entomologia do Instituto de Biologia Vegetal do Jardim Botânico do Rio de Janeiro e pesquisador do Instituto Biológico de São Paulo.
- Teodorico Borgognoni (1205-1298) - Cirurgião Medieval que fez contribuições importantes para a prática de anti-sépticos e anestésicos
- Christoforo Borri (1583-1632) - Matemático e astrônomo, que fez observações sobre a variação magnética da bússola
- Ruđer Bošković (1711-1787) - Muitas vezes creditado como o pai da teoria atômica moderna, "Uma das grandes figuras intelectuais de todas as idades"; polímata, "o maior gênio que a Jugoslávia já produziu", escreveu muitos importantes tratados científicos; "desenvolveu o primeiro método geométrico para calcular a órbita de um planeta com base em três observações de sua posição." [6]
- Joachim Bouvet (1656-1730) - Jesuítas sinólogo e cartógrafo que desenvolveu o seu trabalho na China
- Michal Boym (ca. 1612-1659) - Um dos primeiros ocidentais a viajar dentro do continente chinês e autor de numerosas obras sobre a fauna asiática, flora e geografia.
- Thomas Bradwardine (ca. 1290-1349) - matemático que contribuiu para o teorema de velocidade média, um dos Calculistas de Oxford
- Henri Breuil (1877-1961) - arqueólogo, etnólogo, antropólogo e geólogo.
- Jan Brozek (1585-1652) - polímata polonês, matemático, astrônomo e médico, o mais proeminente matemático polonês do século XVII
- Louis-Ovide Brunet (1826-1876) - Um dos fundadores da botânica canadense
- Francesco di Faà Bruno (ca. 1825-1888) - matemático beatificado pelo Papa João Paulo II
- Giordano Bruno (1548-1600) - filósofo dominicano, matemático e astrônomo que acreditava que o universo é infinito; foi queimado na fogueira por causa de pontos de vista heréticos.
- Ismaël Bullialdus (1605-1694) - astrônomo e membro da Royal Society, a cratera Bullialdus é nomeada em sua honra
- Jean Buridan (ca. 1300 - depois de 1358) - idéias iniciais de impulso e movimento inercial, plantou as sementes da revolução copernicana na Europa

### C
- Niccolò Cabeo (1586-1650) - matemático jesuíta, a cratera Cabeus é nomeada em sua honra
- Nicholas Callan (1799-1846) - Mais conhecido por seu trabalho sobre a bobina de indução
- Jean Baptiste Carnoy (1836-1899) - fundador da ciência da citologia
- Giovanni di Casali (morto em ca. 1375) - apresentou uma análise gráfica do movimento dos corpos acelerados
- Paolo Casati (1617-1707) - matemático jesuíta que escreveu sobre astronomia e aspiradores; A cratera lunar Casatus é nomeado em sua honra.
- Laurent Cassegrain (1629-1693) – Provável nomeador do telescópio Cassegrain, A cratera Cassegrain é nomeada em sua honra
- Benedetto Castelli (1578-1643) - matemático beneditino; amigo e apoiador de Galileu Galilei, que foi seu professor; escreveu um importante trabalho sobre fluidos em movimento
- Bonaventura Cavalieri (1598-1647) - Ele é conhecido por seu trabalho sobre os problemas da óptica e do movimento, o trabalho sobre os precursores do cálculo infinitesimal, e a introdução dos logaritmos na Itália. O Princípio de Cavalieri na geometria parcialmente antecipou o  cálculo integral, a cratera lunar Cavalerius é nomeada em sua honra
- Antonio José Cavanilles (1745-1804) - espanhol, botânico taxonômista líder do século XVIII
- Francesco Cetti - (1726-1778) - zoólogo jesuíta e matemático
- Tommaso Ceva (1648-1737) - matemático jesuíta e professor que escreveu tratados sobre a geometria, a gravidade, e aritmética
- Christopher Clavius (1538-1612) - Respeitado jesuíta astrônomo e matemático que liderou a comissão que produziu o calendário gregoriano, escreveu livros astronômicos  influentes.
- Guy Consolmagno (1952 -) - jesuíta astrônomo e cientista planetário
- Nicolau Copérnico (1473-1543) - astrônomo renascentista famoso por sua cosmologia heliocêntrica que colocou em movimento a revolução copernicana
- Vincenzo Coronelli (1650-1718) - cosmógrafo franciscano, cartógrafo, enciclopedista e criador de globos
- George Coyne (1933 -) - astrônomo jesuíta e ex-diretor do Observatório do Vaticano
- James Cullen (1867-1933) - matemático jesuíta que publicou o que agora são conhecidos como Números de Cullen na teoria dos números
- James Curley (astrônomo) (1796-1889) - primeiro diretor do Observatório de Georgetown, determinou a latitude e a longitude de Washington DC
- Albert Curtz (1600-1671) - astrônomo jesuíta que expandiu os trabalhos de Tycho Brahe e contribuiu para o entendimento inicial da lua; A cratera lunar Curtius é nomeada em sua homenagem.
- Johann Baptist Cysat (1587-1657) - matemático e astrônomo jesuíta, a cratera lunar Cysatus é nomeada em sua homenagem; publicou o primeiro livro impresso europeu sobre o Japão, um dos primeiros a fazer uso do telescópio recém-desenvolvido; A obra mais importante foi em cometas

### D
- Ignazio Danti (1536-1586) - matemático dominicano, astrônomo, cosmógrafo e cartógrafo
- Armand David (1826-1900) - zoólogo e botânico que fez um trabalho importante em ambas as áreas na China
- Charles-Michel de l'Épée (1712-1789) - conhecido como o "pai dos surdos", estabeleceu a primeira escola livre para os surdos no mundo
- Francesco Denza (1834-1894) - meteorologista, astrônomo e diretor do Observatório Vaticano
- Manuel Dias (1574-1659) - astrônomo que se destacou na China
- Václav Prokop Divis (1698-1765) - estudou o pára-raios independentemente de Benjamin Franklin; construiu o primeiro instrumento musical eletrificado na história
- Johann Dzierzon (1811-1906) - pioneiro apicultor que descobriu o fenômeno da partenogênese entre abelhas, e projetou a primeira colmeia de quadro móvel; tem sido descrito como o "pai da apicultura moderna"

### F
- Honoré Fabri (1607-1688) - matemático e físico jesuíta
- Jean-Charles della Faille (1597-1652) - matemático jesuíta que determinou o centro de gravidade do setor de um círculo, pela primeira vez
- Gabriele Falloppio (1523-1562) - Um dos mais importantes anatomistas e médicos do século XVI. As trompas de Falópio, que se estendem desde o útero até os ovários, são nomeadas em sua homenagem
- Gyula Fényi (1845-1927) - astrônomo jesuíta e diretor do Observatório Haynald, conhecido por suas observações do sol; A cratera lunar Fényi é nomeada em sua homenagem
- Louis Éconches Feuillée (1660-1732) - Explorador, astrônomo, geógrafo e botânico
- Placidus Fixlmillner (1721-1791) - padre beneditino e o primeiro astrônomo a calcular a órbita de Urano
- Paolo Frisi (1728-1784) - matemático e astrônomo que fez um trabalho importante na hidráulica
- José Gabriel Funes (1963 -) - astrônomo jesuíta e ex-diretor do Observatório do Vaticano

### G
- Joseph Galien (1699 - ca. 1762) - professor dominicano que escreveu sobre aeronáutica, chuvas de granizo e aeronaves
- Jean Gallois (1632-1707) - estudioso francês e membro da Académie des Sciences
- Pierre Gassendi (1592-1655) - astrônomo e matemático francês que publicou os primeiros dados sobre o trânsito de Mercúrio; mais conhecido pelo projeto intelectual que tentou conciliar o atomismo epicurista com o Cristianismo
- Agostino Gemelli (1878-1959) - médico e psicólogo franciscano; fundador da Universidade Católica do Sagrado Coração, em Milão
- Johannes von Gmunden (ca. 1380-1442) - matemático e astrônomo que compilou tabelas astronômicas; O asteróide 15955 Johannesgmunden é nomeado em sua honra
- Carlos de Sigüenza y Góngora (1645-1700) - Polímata, matemático, astrônomo e cartógrafo, desenhou o primeiro mapa de toda a Nova Espanha
- Andrew Gordon (1712-1751) - monge beneditino, físico e inventor que fez o primeiro motor elétrico
- Christoph Grienberger (1561-1636) - astrônomo jesuíta; a cratera lunar Gruemberger  é nomeada em sua homenagem; verificou a descoberta de Galileu das luas de Júpiter.
- Francesco Maria Grimaldi (1618-1663) - Descobriu a difração da luz, e na verdade inventou o termo "difração"; investigou a queda livre de objetos; construiu e utilizou instrumentos para medir as características geológicas da Lua
- Robert Grosseteste (ca. 1175-1253) - Um dos homens mais instruídos da Idade Média, tem sido chamado de "o primeiro homem a escrever um conjunto completo de etapas para a realização de um experimento científico." [7]
- Paul Guldin (1577-1643) - jesuíta matemático e astrônomo que descobriu o Teoremas de Papo-Guldino para determinar a superfície e o volume de um sólido de revolução
- Bartolomeu de Gusmão (1685–1724) – Conhecido por seu trabalho pioneiro no projeto de dirigíveis mais leves que o ar

### H
- Johann Georg Hagen (1847–1930) – Diretor do observatório Georgetown e do Observatório Vaticano; A cratera lunar Hagen é nomeada em sua homenagem
- Nicholas Halma (1755–1828) – matemático e tradutor francês
- Jean-Baptiste du Hamel (1624–1706) – Filósofo naturalista francês, secretário da Académie Royale des Sciences
- René Just Haüy (1743–1822) – Pai da cristalografia
- Maximilian Hell (1720–1792) – Jesuíta astrônomo e diretor do Observatório de Viena, a cratera lunar Hell é nomeada em sua homenagem
- Michał Heller (1936– ) – Ganhador do Prêmio Templeton e escritor prolífico sobre numerosos temas científicos
- Lorenz Hengler (1806–1858) – Muitas vezes creditado como o inventor do pêndulo horizontal
- Hermano de Reichenau (1013–1054) – Teórico da música, historiador, astrônomo e matemático
- Pierre Marie Heude (1836–1902) – Missionário jesuíta e zoólogo que estudou a história natural da Ásia Oriental
- Franz Hladnik (1773–1844) – Botânico que descobriu diversas novas espécies de plantas; certos gêneros foram nomeados em sua homenagem
- Giovanni Battista Hodierna (1597–1660) – O astrônomo que catalogou objetos nebulosos e desenvolveu um microscópio primitivo
- Victor-Alphonse Huard (1853–1929) – Naturalista, escritor, educador e promotor das ciências naturais

### I
- Maximus von Imhof (1758–1817) – Físico agostiniano alemão e diretor da Academia de Ciências de Munique
- Giovanni Inghirami (1779–1851) – Astrônomo italiano;  há um vale na Lua com o seu nome, bem como uma cratera

### J
- François Jacquier (1711–1788) – Matemático e físico franciscano; na sua morte, ele estava conectado com quase todas as grandes sociedades científicas e literárias da Europa
- Stanley Jaki (1924–2009) – Sacerdote beneditino e escritor prolífico, que escreveu sobre a relação entre ciência eteologia
- Ányos Jedlik (1800–1895) – Engenheiro beneditino, físico e inventor, considerado pelos húngaros e eslovacos como o  pai desconhecido do dínamo e motor elétrico

### K
- Georg Joseph Kamel (1661–1706) – Missionário jesuíta e botânico que estabeleceu a primeira farmácia nas Filipinas
- Walter Wolfgang Kempf (1920-1976) - Frade franciscano, missionário, sacerdote, entomólogo e mimercologista. Desenvolveu notável pesquisa para o avanço da taxonomia das formigas neotropicais[8], de forma especial, brasileiras[9].
- Otto Kippes (1905–1994) – Reconhecido por seu trabalho no cálculo da órbita de asteróides, o cinturão de asteróides Kippes 1780 foi nomeado em sua homenagem
- Athanasius Kircher (1602–1680) – O pai da egiptologia; "Mestre de uma centena de artes", escreveu uma enciclopédia da China; uma das primeiras pessoas a observar os micróbios através de um microscópio
- Wenceslas Pantaleon Kirwitzer (1588–1626) – Astrônomo jesuíta e missionário, que publicou observações de cometas
- Jan Krzysztof Kluk (1739–1796) – Naturalista engenheiro agrônomo e entomologista que escreveu em polonês uma obra de vários volumes sobre a vida animal
- Sebastian Kneipp (1821–1897) – Um dos fundadores do movimento da medicina naturopática
- Marian Wolfgang Koller (1792–1866) –  Professor que escreveu sobre astronomia, física e meteorologia
- Franz Xaver Kugler (1862–1929) – Químico jesuíta , matemático que é mais conhecido pelos seus estudos de tabuletas cuneiformes e astronomia babilônica

### L
- Eugène Lafont (1837–1908) Jesuíta, físico, astrônomo e fundador da primeira Sociedade Científica na Índia
- Antoine de Laloubère (1600–1664) – O primeiro matemático para estudar as propriedades da hélice
- Bernard Lamy (1640–1715) – Filósofo e matemático que escreveu sobre a correlação de forças
- Pierre André Latreille (1762–1833) Entomologista cujos trabalhos descrevendo insetos atribuíram muitos dos taxa de insetos ainda em uso hoje
- Georges Lemaître (1894–1966) – Pai da Teoria do Big Bang
- Thomas Linacre (ca. 1460–1524) – Tradutor humanista e médico
- Francis Line (1595–1675) –  Produtor do relógio magnético e relógio de sol; não concordou com algumas das descobertas de Newton e Boyle
- Juan Caramuel y Lobkowitz (1606–1682) – Prolífico escritor em uma variedade de assuntos científicos;  um escritor dos primeiros escritores sobre sobreprobabilidade

### M
- Jean Mabillon (1632–1707) - Monge beneditino e erudito, considerado o fundador da paleografia e diplomática
- James Bernard Macelwane (1883–1956) – "O mais conhecido sismólogo jesuítas" e "um dos praticantes mais honrados da ciência de de todos os tempos", escreveu o primeiro livro em sismologia da América
- Manuel Carreira (1931-2020) Jesuíta astrofísico, conselheiro e colaborador da NASA[10]
- Paul McNally (1890–1955) – Jesuíta astrônomo e diretor do Observatório de Georgetown. A cratera lunar McNally leva seu nome
- Pierre Macq (1930–2013) – Físico que foi galardoado com o Prêmio Francqui por seu trabalho em física nuclear experimental
- Manuel Magri (1851–1907) – Etnógrafo jesuíta, arqueólogo e escritor, um dos pioneiros na arqueologia de Malta
- Mary Kenneth Keller - Foi a primeira irmã a obter doutorado em ciências da computação pela Universidade do Wisconsin-Madison, ajudou a desenvolver a linguagem de programação BASIC, fundou o departamento de computação pela Universidade Clarke de Iowa, escreveu 4 livros de programação
- Emmanuel Maignan (1601–1676) – Físico e professor de medicina, que publicou trabalhos sobre "gnomonics" e perspectiva
- Charles Malapert (1581–1630)  - Jesuíta escritor, astrônomo e proponente da cosmologia aristotélica, também conhecido por observações de manchas solares e da superfície lunar; a cratera lunar Malapert leva seu nome
- Nicolas Malebranche (1638–1715) – Filósofo que estudou física, ótica e as leis do movimento; divulgador das idéias de Descartes e Leibniz
- Marcin de Urzędów (ca. 1500–1573) – Médico, farmacêutico e botânico
- Joseph Maréchal (1878–1944) – Jesuíta filósofo e psicólogo
- Marie-Victorin (1885–1944) – Botânico mais conhecido como o pai do Jardin Botanique de Montréal
- Edme Mariotte (ca. 1620–1684) – O físico que reconheceu a Lei de Boyle e escreveu sobre a natureza da cor
- Francesco Maurolico (1494–1575) – Contribuições para os campos da geometria, ótica, cônicas, mecânica, música e astronomia; deu a primeira prova conhecida por indução matemática
- Christian Mayer (1719–1783) – Astrônomo jesuíta mais notável pelo  estudo pioneiro de estrelas binárias
- Gregor Mendel (1822–1884) – Monge agostiniano e pai da genética
- Pietro Mengoli (1626–1686) – Matemático que foi o primeiro a propor  o famoso problema da Basileia
- Giuseppe Mercalli (1850–1914) – Vulcanólogo e diretor do Observatório do Vesúvio, mais lembrado hoje pela sua escala de Mercalli para medir terremotos, que ainda está em uso
- Marin Mersenne (1588–1648) – Filósofo, matemático e teórico da música, que é muitas vezes referido como o "pai da acústica"
- Paul de Middelburg (1446–1534) – Escreveu importantes obras sobre a reforma do calendário
- Maciej Miechowita (1457–1523) – Escreveu a primeira descrição geográfica  e etnográfica  exata  da Europa do Leste, também escreveu dois tratados médicos
- François-Napoléon-Marie Moigno (1804–1884) - Jesuíta físico e matemático, foi um expositor da ciência e tradutor, em vez de um investigador original
- Juan Ignacio Molina (1740–1829) – Jesuíta naturalista, historiador, botânico, ornitologista e geógrafo
- Louis Moréri (1643–1680) – Enciclopedista do século XVII
- Theodorus Moretus (1602–1667) – Jesuíta matemático e autor da primeira dissertação matemática defendida em Praga; a cratera Moretus leva seu nome
- Landell de Moura (1861–1928) – Inventor que foi o primeiro a realizar a transmissão da voz humana por uma máquina sem fio
- Gabriel Mouton (1618–1694) – Matemático, astrônomo, e dos primeiros defensores do sistema métrico
- Jozef Murgaš (1864–1929) – Contribuiu para telegrafia sem fio e ajudou a desenvolver as comunicações móveis e a transmissão sem fio de informações e da voz humana
- José Celestino Bruno Mutis y Bosio (1732–1808) – Botânico e matemático que liderou a "Expedição botânica real" do Novo Mundo

### N
- Antonio Neri (1576–1614) – Herbalista, alquimista, e vidreiro
- Jean François Niceron (1613–1646) – Matemático que estudou óptica geométrica
- Nicolau de Cusa (1401–1464) – Cardeal, filósofo, jurista, matemático e astrônomo, um dos grandes gênios e polímatasdo século XV
- Julius Nieuwland (1878–1936) – Sacerdote da  Santa Cruz , conhecido por suas contribuições à pesquisa de acetileno e sua utilização como base para um tipo de borracha sintética, o que eventualmente levou à invenção de neoprene pela DuPont
- Jean-Antoine Nollet (1700–1770) – O físico que descobriu o fenômeno da osmose em membranas naturais

### O
- Hugo Obermaier (1877–1946) – Ilustres arqueólogo e antropólogo, que é conhecido por seu trabalho de estudo da difusão da humanidade na Europa durante a Idade do Gelo, e em ligação com a arte rupestre do norte espanhol
- Nicole Oresme (ca. 1323–1382) – Um dos filósofos mais famosos e influentes da Idade Média, economista, matemático, físico, astrônomo, filósofo, teólogo e Bispo de Lisieux, e tradutor competente, um dos pensadores mais originais do século XIV
- Barnaba Oriani (1752–1832) – Geodeta, astrônomo e cientista; sua maior realização foi a investigação detalhada do planeta Urano; conhecido por teorema de Oriani

### P
- Luca Pacioli (ca. 1446–1517) – Muitas vezes considerado como o Pai da Contabilidade; publicou vários trabalhossobre matemática
- Ignace-Gaston Pardies (1636–1673) – Físico conhecido por sua correspondência com Newton e Descartes
- Franciscus Patricius (1529–1597) – Teórico da cosmologia, filósofo e estudioso da Renascença
- John Peckham (1230–1292) – Arcebispo de Canterbury e praticante pioneiro da ciência experimental
- Nicolas-Claude Fabri de Peiresc (1580–1637) –  Astrônomo que descobriu a nebulosa de Orion; a cratera lunar Precious é nomeada em sua honra
- Stephen Joseph Perry (1833–1889) – Astrônomo jesuíta e membro da Royal Society, fez observações freqüentes dos satélites de Júpiter, de ocultações estelares, dos cometas, meteoritos, das manchas causadas pelo sol e faculae
- Giambattista Pianciani (1784–1862) – Jesuíta matemático e físico
- Giuseppe Piazzi (1746–1826) –  Teatino matemático e astrônomo que descobriu Ceres, hoje conhecido como o maior membro do cinturão de asteróides; também fez importante trabalho de catalogação de  estrelas
- Jean Picard (1620–1682) – Primeira pessoa a medir o tamanho da Terra a um grau razoável de precisão; também desenvolveu o que se tornou o método padrão para medir a ascensão reta de um objeto celestial; A missão PICARD, um observatório em órbita solar, é nomeada em sua honra
- Edward Pigot (1858–1929) – Jesuíta sismólogo e astrónomo
- Alexandre Guy Pingré (1711–1796) – Astrônomo e geógrafo naval francês, A cratera lunar Pingré é nomeada em sua homenagem, como o é o asteróide 12719 Pingré
- Jean Baptiste François Pitra (1812–1889) – Cardeal beneditino, arqueólogo e teólogo notável por susas grandes descobertas arqueológicas
- Charles Plumier (1646–1704) – Considerado um dos exploradores botânicos  mais importantes  do seu tempo
- Marcin Odlanicki Poczobutt (1728–1810) - Jesuíta astrônomo e matemático, ganhou  o título de Astrônomo do Rei; a cratera lunar Poczobuttcratera é nomeada em sua homenagem.
- Léon Abel Provancher (1820–1892) – Naturalista dedicado ao estudo e descrição da fauna e da flora do Canadá; seu trabalho pioneiro lhe valeu a denominação de "Pai da História Natural do Canadá"

### R
- Louis Receveur (1757–1788) – Naturalista franciscano e astrônomo, descrito como sendo o mais próximo que se poderia chegar a ser um ecologista no século XVIII
- Franz Reinzer (1661–1708) – Escreveu um aprofundado  compêndio  meteorológico, astrológico e político, abordando temas como os cometas, meteoros, raios, ventos, os fósseis, metais,corpos de água, e os tesouros subterrâneos e os segredos da terra
- Louis Rendu (1789–1859) – Bispo que escreveu um livro importante sobre os mecanismos de movimento glacial; as geleiras Rendu ( Alasca, EUA ) e Monte Rendu (Antarctica) foram nomeadas por ele
- Vincenzo Riccati (1707–1775) – Matemático e físico italiano
- Matteo Ricci (1552–1610) – Um dos fundadores da Missão Jesuíta da China, co-autor do primeiro dicionário chinês-Europeu
- Giovanni Battista Riccioli (1598–1671) – Astrônomo que foi o autor da Almagestum novum",  uma enciclopédia influente da astronomia; foi a primeira pessoa a medir a taxa de aceleração de um corpo em queda livre, criou um selenógrafo com o Padre Grimaldi que hoje adorna a entrada do "National Air and Space Museum", em Washington DC
- Johannes Ruysch (ca. 1460–1533) – Explorador, cartógrafo e astrônomo que criou a segunda mais antiga representação impressa conhecida da do Novo Mundo

### S
- Giovanni Girolamo Saccheri (1667–1733) – Jesuíta matemático e geômetra
- João de Sacrobosco (ca. 1195 – ca. 1256) – Monge irlandês e astrônomo que escreveu o texto de astronomia medieval "Tractatus de Sphaera"; o seu "Algorismus" foi o primeiro texto a introduzir os numerais arábicos e procedimentos no currículo universitário europeu; a cratera lunar Sacrobosco é nomeada em sua homenagem
- Grégoire de Saint-Vincent (1584–1667) – Jesuíta matemático que fez importantes contribuições ao estudo da hipérbole
- Alphonse Antonio de Sarasa (1618–1667) – Jesuíta matemático que contribuiu para a compreensão dos logaritmos
- Christoph Scheiner (ca. 1573–1650) – Jesuíta físico, astrônomo e inventor do pantógrafo, escreveu sobre uma vasta gama de assuntos científicos
- George Schoener (1864–1941) – Tornou-se conhecido nos Estados Unidos como o "Pai das Rosas" por seus experimentos para melhorar a reprodução de rosas
- Gaspar Schott (1608–1666) – Jesuíta físico, astrônomo e filósofo natural que é mais amplamente conhecido por seus trabalhos sobre os instrumentos mecânicos e hidráulicos
- Franz von Paula Schrank (1747–1835) – Botânico, entomologista e escritor prolífico
- Berthold Schwarz (ca. 14th century) – Frade franciscano e inventor de renome de armas de pólvora e fogo
- Anton Maria Schyrleus de Rheita (1604–1660) – Astrônomo e óptico, que construiu o telescópio Kepler
- George Mary Searle (1839–1918) – Paulista astrônomo e professor que descobriu seis galáxias
- Angelo Secchi (1818–1878) – Pioneiro na espectroscopia astronômica; foi um dos primeiros cientistas a afirmar com autoridade que o Sol é uma estrela
- Włodzimierz Sedlak (1911–1993) – Pai da bioeletrônica polonês e da teoria eletromagnética da vida
- Alessandro Serpieri (1823–1885) – Astrônomo e biólogo que estudou as estrelas cadentes, e foi o primeiro a introduzir o conceito de radiante sísmica
- Gerolamo Sersale (1584–1654) – Jesuíta astrónomo e selenógrafo; seu mapa da lua pode ser visto no Observatório Naval de San Fernando, a cratera lunar Sirsalis é nomeada em sua homenagem
- Benedict Sestini (1816–1890) – Astrônomo jesuíta, matemático e arquiteto, estudou as manchas solares e eclipses; escreveu livros sobre uma variedade de assuntos matemáticos
- René François Walter de Sluse (1622–1685) – Matemático com uma família de curvas que leva seu nome
- Lazzaro Spallanzani (1729–1799) – Biólogo e fisiologista que fez importantes contribuições para o estudo experimental das funções corporais e reprodução animal, e essencialmente descobriu a ecolocalização; a sua investigação da biogênese pavimentou o caminho para as investigações de Louis Pasteur...
- Valentin Stansel (1621–1705) – Jesuíta astrônomo, que fez importantes observações de cometas
- Johan Stein (1871–1951) – Jesuíta astrônomo e diretor do Observatório do Vaticano, o qual ele modernizou e mudou para Castel Gandolfo; a cratera lunar Stein no lado oculto da Lua é nomeada em sua homenagem
- Nicolaus Steno (1638–1686) – Muitas vezes chamado o pai de geografia e estratigrafia ("princípios de Steno"); beatificado pelo Papa João Paulo II
- Papa Silvestre II (ca. 946–1003) – Prolífico estudioso que recomendou e promoveu conhecimentos árabes de aritmética, matemática e astronomia na Europa, reintroduzindo o ábaco e a esfera armilar que tinham sido perdidos na Europa desde o fim da era greco-romana
- Alexius Sylvius Polonus (1593 – ca. 1653) – astrônimo jesuíta que estudou manchas solares e publicou um trabalho sobre calendariografia
- Ignacije Szentmartony (1718–1793) – Astrônomo jesuíta que estudou as manchas solares e publicou um trabalho sobre calendariografia

### T
- André Tacquet (1612–1660) – Jesuíta matemático cujo trabalho estabeleceu as bases para a eventual descoberta do cálculo
- Teilhard de Chardin (1881–1955) – Jesuíta paleontólogo e geólogo que participou na descoberta do Homem de Pequim
- Francesco Lana Terzi (ca. 1631–1687) – Referido como o pai da aeronáutica pelo seu pioneirismo, também desenvolveu a ideia que originou o Braille
- Theodoric of Freiberg (ca. 1250 – ca. 1310) – Teólogo dominicano e físico que fez a primeira  análise correta da geometria do arco-íris
- Joseph Tiefenthaler (1710–1785) – Um dos primeiros geógrafos europeus a escrever sobre a Índia
- Giuseppe Toaldo (1719–1797) – Cientista que estudou a eletricidade atmosférica e fez um importante trabalho com varas "lightnight"; o asteróide 23685 Toaldo é nomeado em sua homenagem
- José Torrubia (ca. 1700–1768) – Linguista, cientista, colecionador de fósseis e livros, e escritor sobre temas históricos, políticos e religiosos
- Franz de Paula Triesnecker (1745–1817) – Jesuíta astrônomo e diretor do Observatório de Viena, publicou uma série de tratados sobre astronomia e geografia; a cratera lunar Triesnecker é nomeada em sua homenagem

### V
- Basilio Valentim (ca. século XV) – Alquimista
- Luca Valerio (1552–1618) – Jesuíta matemático que desenvolveu maneiras de encontrar volumes e centros de gravidade dos corpos sólidos
- Pierre Varignon (1654–1722) – Matemático cuja principal contribuição foi à estática e mecânica; criou uma explicação mecânica da gravitação
- José Mariano da Conceição Velozo (1742-1811) - Frade franciscano, sacerdote e professor de geometria; retórica; e história natural. Terminou de escrever, em 1790, a obra monumental intitulada Flora Fluminensis, pelo que é considerado o Pai da Botânica Brasileira.
- Fausto Veranzio (ca. 1551–1617) – Bispo, inventor polímata, e lexicógrafo
- Ferdinand Verbiest (1623–1688) – Jesuíta astrônomo e matemático, desenhou o que alguns dizem ser o primeiro veículo auto-propelido - muitos afirmam que este foi o primeiro automóvel do mundo
- Francesco de Vico (1805–1848) – Jesuíta astrônomo que descobriu ou co-descobriu um grande número de cometas; também fez observações de Saturno e as lacunas em seus anéis, a cratera lunar DeVico e o asteróide 20103 de Vico são nomeados em sua homenagem
- Vicente de Beauvais (ca. 1190 – ca. 1264) – Escreveu a enciclopédia mais influente da Idade Média
- János Vitéz (ca. 1405 – 1472) – Arcebispo astrônomo e matemático

### W
- Martin Waldseemüller (ca. 1470–1520) – Cartógrafo alemão que, junto com Matthias Ringmann, é creditado com o primeiro a usar o termo América de modo registrado
- Godefroy Wendelin (1580–1667) – Astrônomo que reconheceu  a terceira lei de Kepler aplicada aos satélites de Júpiter; a cratera lunar Vendelinus é nomeada em sua honra
- Johannes Werner (1468–1522) – Matemático, astrônomo e geógrafo
- Witelo (ca. 1230 – after 1280, before 1314) – Físico, filósofo natural e matemático; a cratera lunar Vitello é nomeada em sua honra, sua "Perspectiva" influencioiu fortemente cientistas mais tarde, em especial  Johannes Kepler
- Julian Tenison-Woods (1832–1889) – Passionista geólogo e mineralogista
- Theodor Wulf (1868–1946) – Jesuíta físico que foi um dos primeiros a fazer um  experimento para detectar excesso de radiação atmosférica

### Z
- John Augustine Zahm (1851–1921) – Padre da  Santa Cruz e explorador da América do Sul
- Giuseppe Zamboni (1776–1846) – Físico que inventou a pilha Zamboni, uma bateria elétrica semelhante à pilha de Volta
- Francesco Zantedeschi (1797–1873) – Está entre os primeiros a reconhecer a absorção de luz vermelha, amarela e verde marcada pela atmosfera; publicou artigos sobre a produção de correntes elétricas em circuitos fechados, pela abordagem de retirada de um ímã, antecipando assim os experimentos clássicos de Michael Faraday de 1831
- Niccolò Zucchi (1586–1670) – Tentou construir um telescópio de reflexão  em 1616, pode ter sido o primeiro a ver os cinturões do planeta Júpiter; correspondeu-se com Kepler
- Giovanni Battista Zupi (ca. 1590–1650) – Astrônomo jesuíta, matemático e primeira pessoa a descobrir que o planeta Mercúrio tinha fases orbitais; a cratera lunar Zupus é nomeada em sua honra

## Leitura recomendada
- Barr, Stephen M. Modern Physics and Ancient Faith. Notre Dame, IN: University of Notre Dame, 2006.
- Broad, William J. "How the Church aided 'Heretical' Astronomy," New York Times, October 19, 1999.
- Gilson, Etienne, Reason and Revelation in the Middle Ages. New York: Charles Scribner's Sons, 1970.
- Grant, Edward. The Foundations of Modern Science in the Middle Ages: Their Religious, Institutional, and Intellectual Contexts. Cambridge: Cambridge University Press, 1996.
- Grant, Edward. God and Reason in the Middle Ages. Cambridge: Cambridge University Press, 2001.
- Hannam, James. God's Philosophers: How the Medieval World Laid the Foundations of Modern Science. London: Icon, 2009.
- Heilbron, J.L. The Sun in the Church: Cathedrals as Solar Observatories. Cambridge: Harvard University Press, 1999.
- Horn, Stephan Otto, ed. Creation and Evolution: A Conference with Pope Benedict XVI in Castel Gandolfo. San Francisco, CA: Ignatius, 2008.
- Jaki, Stanley. The Savior of Science. Grand Rapids: Eerdmans, 2000.
- Jaki, Stanley. Science and Creation: From Eternal Cycles to an Oscillating University. Edinburgh: Scottish Academic Press, 1986.
- Lindberg, David C. The Beginnings of Western Science. Chicago: University of Chicago Press, 1992.
- MacDonnell, Joseph E. Jesuit Geometers. St. Louis: Institute of Jesuit Sources, 1989.
- Schönborn, Christoph Cardinal. Chance or Purpose?: Creation, Evolution, and a Rational Faith. San Francisco: Ignatius, 2007.
- Walsh, James J. Catholic Churchmen in Science: Sketches of the Lives of Catholic Ecclesiastics Who Were among the Great Founders in Science.
- Walsh, James J. The Popes and Science. New York: Fordham University Press, 1911.
- Woods, Thomas E. How the Catholic Church Built Western Civilization. Washington, DC: Regnery Pub., 2005. Print.